# 重庆国际会议展览中心

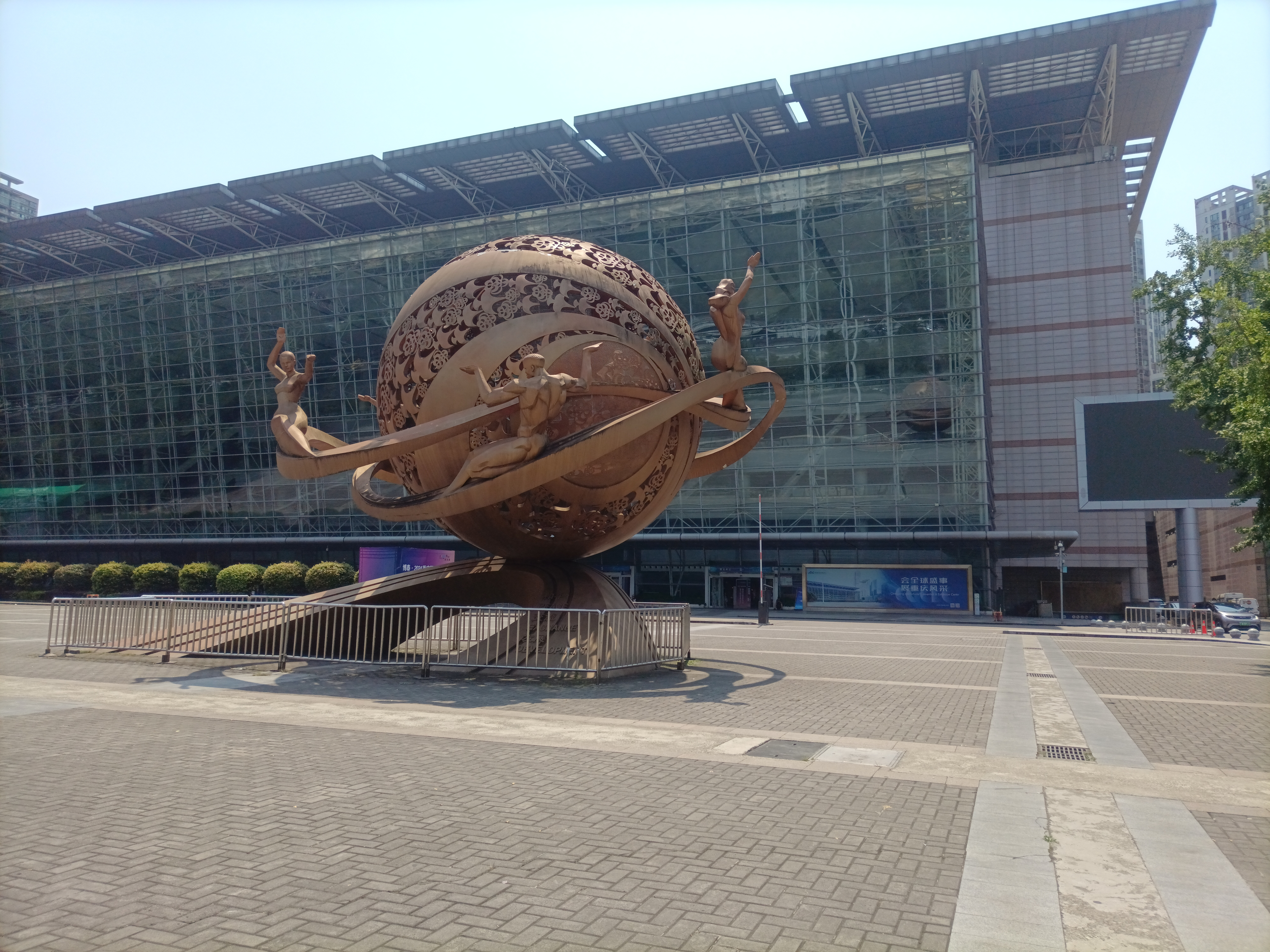
重庆国际会议展览中心

重庆国际会议展览中心，简称重庆会展中心或会展中心，于2005年落成，位于南岸区江南大道2号，是集展览会议、餐饮于一体的大型会展综合体，孵化了西部动漫文化节、重庆婚博会、万石博览会等多个本地品牌展会。场馆附近有14家五星级酒店、20多家四星级酒店和300多家各类商务酒店，共计3万余间客房。